# Meterspurbahn Pornic–Paimbœuf
| Hôtel de la Forêt am Bahnhofsplatz von Saint-Brévin-l’Océan Salomé bei St-Brévin l’Océan |                     |                                              |                                              |
| Fahrplan, 1914 |                     |                                              |                                              |
| Streckenlänge: | 31,2 km             |                                              |                                              |
| Spurweite: | 1000 mm (Meterspur) |                                              |                                              |
| |                     |                                              |                                              |
| \| \| \| Paimbœuf \| \| \| \| \| nach Saint-Hilaire-de-Chaléons \| \| \| \| \| Corsept \| \| \| \| \| Mindin (Saint-Brévin-les-Pins) \| \| \| \| \| Saint-Brévin-les-Pins \| \| \| \| \| Saint-Brévin-l'Océan (Saint-Brévin-les-Pins) \| \| \| \| \| Les Rochelets (Saint-Brévin-les-Pins) \| \| \| \| \| La Maillardière (Saint-Brévin-les-Pins) \| \| \| \| \| Saint-Michel-Chef-Chef \| \| \| \| \| Tharon-Plage (Saint-Michel-Chef-Chef) \| \| \| \| \| Le Cormier (La Plaine-sur-Mer) \| \| \| \| \| La Doutrie (La Plaine-sur-Mer) \| \| \| \| \| \| \| \| \| \| La Plaine-sur-Mer \| \| \| \| \| Quirouard (Préfailles) \| \| \| \| \| Préfailles \| \| \| \| \| Sainte-Marie-sur-Mer \| \| \| \| \| La Noëveillard (Pornic) \| \| \| \| \| Canal de Haute Perche \| \| \| \| \| von Sainte-Pazanne \| \| \| \| \| Pornic \| \| |                     |                                              |                                              |
| |                     | Paimbœuf                                     |                                              |
| Strecke (außer Betrieb) · Strecke nach links |                     | nach Saint-Hilaire-de-Chaléons               | nach Saint-Hilaire-de-Chaléons               |
| Bahnhof (Strecke außer Betrieb) |                     | Corsept                                      | Corsept                                      |
| Bahnhof (Strecke außer Betrieb) |                     | Mindin (Saint-Brévin-les-Pins)               | Mindin (Saint-Brévin-les-Pins)               |
| Bahnhof (Strecke außer Betrieb) |                     | Saint-Brévin-les-Pins                        | Saint-Brévin-les-Pins                        |
| Bahnhof (Strecke außer Betrieb) |                     | Saint-Brévin-l'Océan (Saint-Brévin-les-Pins) | Saint-Brévin-l'Océan (Saint-Brévin-les-Pins) |
| Haltepunkt / Haltestelle (Strecke außer Betrieb) |                     | Les Rochelets (Saint-Brévin-les-Pins)        | Les Rochelets (Saint-Brévin-les-Pins)        |
| Haltepunkt / Haltestelle (Strecke außer Betrieb) |                     | La Maillardière (Saint-Brévin-les-Pins)      | La Maillardière (Saint-Brévin-les-Pins)      |
| Bahnhof (Strecke außer Betrieb) |                     | Saint-Michel-Chef-Chef                       | Saint-Michel-Chef-Chef                       |
| Bahnhof (Strecke außer Betrieb) |                     | Tharon-Plage (Saint-Michel-Chef-Chef)        | Tharon-Plage (Saint-Michel-Chef-Chef)        |
| Bahnhof (Strecke außer Betrieb) |                     | Le Cormier (La Plaine-sur-Mer)               | Le Cormier (La Plaine-sur-Mer)               |
| Haltepunkt / Haltestelle (Strecke außer Betrieb) |                     | La Doutrie (La Plaine-sur-Mer)               | La Doutrie (La Plaine-sur-Mer)               |
| Strecke von links (außer Betrieb) · Abzweig geradeaus und von rechts (Strecke außer Betrieb) |                     |                                              |                                              |
| Strecke (außer Betrieb) · Bahnhof (Strecke außer Betrieb) |                     | La Plaine-sur-Mer                            | La Plaine-sur-Mer                            |
| Haltepunkt / Haltestelle (Strecke außer Betrieb) · Strecke (außer Betrieb) |                     | Quirouard (Préfailles)                       | Quirouard (Préfailles)                       |
| Kopfbahnhof Streckenende (Strecke außer Betrieb) · Strecke (außer Betrieb) |                     | Préfailles                                   | Préfailles                                   |
| Bahnhof (Strecke außer Betrieb) |                     | Sainte-Marie-sur-Mer                         | Sainte-Marie-sur-Mer                         |
| Haltepunkt / Haltestelle (Strecke außer Betrieb) |                     | La Noëveillard (Pornic)                      | La Noëveillard (Pornic)                      |
| Brücke über Wasserlauf (Strecke außer Betrieb) |                     | Canal de Haute Perche                        | Canal de Haute Perche                        |
| Strecke (außer Betrieb) · Strecke von links |                     | von Sainte-Pazanne                           | von Sainte-Pazanne                           |
| |                     | Pornic                                       |                                              |

Die Meterspurbahn Pornic–Paimbœuf war eine 31,2 km lange Meterspurbahn von Pornic nach Paimbœuf im französischen Département Loire-Inférieure. Sie wurde unter einer vom Ministerium erteilten Konzession von der Compagnie de Chemins de fer du Morbihan betrieben.

## Streckenverlauf
Diese nicht mit dem restlichen Eisenbahnnetz von Morbihan verbundene Strecke hatte ihren wichtigsten Bahnhof in Paimboeuf. Von den Endbahnhöfen in Pornic und Paimboeuf konnte Nantes mit der staatlichen Eisenbahn erreicht werden. Die Loire-Fähren verbanden außerdem Paimboeuf mit Donges und Mindin mit Saint-Nazaire.

## Geschichte
Die Strecke wurde am 20. August 1906 nach dreijähriger Bauzeit eingeweiht und bediente auf einer Strecke von 31,2 km (plus einer Abzweigung von 1,6 km zwischen Plaine-sur-Mer und Préfailles) die Badeorte der Côte de Jade zwischen Pornic und Paimboeuf.
Die Strecke wurde 32 Jahre lang von der Compagnie de Chemins de fer du Morbihan betrieben. Sie wurde am 15. Juni 1938 stillgelegt, woraufhin ein Busservice den Personentransport übernahm.